# 19. november
19. november je 323. dan leta (324. v prestopnih letih) v gregorijanskem koledarju. Ostaja še 42 dni.

## Dogodki
- 1620 – ob severnoameriški obali pristane ladja Mayflower
- 1814 – prvi ljubljanski zobozdravnik predstavi svojo dejavnost
- 1819 – odprt muzej Prado v Madridu
- 1919 – Senat ZDA zavrne versajsko pogodbo
- 1942 – začetek obkoljevanja nemških enot pri Stalingradu
- 1977 – egiptovski predsedni Anvar Sadat postane prvi Arabec, ki uradno obišče Izrael
- 1982 – ZDA uspešno preizkusijo raketo pershing
- 1997 – Bobbi McCaughey (Des Moines, Iowa) rodi sedmerčke

## Rojstva
- 1235 – Henrik XIII. Wittelsbaški, bavarski vojvoda († 1290)
- 1600 – Karel I., angleški kralj († 1649)
- 1711 – Mihail Vasiljevič Lomonosov, ruski pesnik, jezikoslovec, učenjak († 1765)
- 1805 – Ferdinand de Lesseps, francoski diplomat, inženir († 1894)
- 1808 – Janez Bleiweis, slovenski politik, pisec, urednik († 1881)
- 1833 – Wilhelm Dilthey, nemški zgodovinar, sociolog, literarni teoretik in filozof († 1911)
- 1839 – Emil Škoda, češki inženir, industrialec († 1900)
- 1843 – Richard Avenarius, nemško-švicarski filozof († 1896)
- 1875 – Mihail Ivanovič Kalinin, ruski boljševik, politik († 1946)
- 1887 – James Batcheller Sumner, ameriški biokemik, nobelovec  1946 († 1955)
- 1888 – José Raúl Capablanca, kubanski šahist, († 1942)
- 1894 – Heinz Hopf, nemški matematik († 1971)
- 1898 – Klement Jug, slovenski planinec, pisatelj, filozof († 1924)
- 1900 – Netty Radvanyi-Reiling, nemška pisateljica († 1983)
- 1910 – Alojzij Vadnal, slovenski matematik († 1987)
- 1917 – Indira Gandhi, indijska predsednica vlade († 1984)
- 1918:
  - Hendrik Christoffel van de Hulst, nizozemski astronom († 2000)
  - Debiprasad Chattopadhyaya, indijski moderni filozof († 1993)
- 1919 – Alan Young, kanadski igralec († 2016)
- 1922 – Tomonubu Imamiči, japonski sodobni filozof
- 1924 – Bernardo Santareno, portugalski pesnik, dramatik († 1980)
- 1942 – Calvin Klein, ameriški modni oblikovalec
- 1962 – Jodie Foster, ameriška filmska igralka

## Smrti
- 1092 – Malik Šah I., seldžuški sultan (* 1055)
- 1191 – Baldvin iz Forda, canterburyjski nadškof (* 1125)
- 1217 – Ibn Džubair, andaluzijski geograf in popotnik (* 1145)
- 1288 – Rudolf I., mejni grof Badna (* 1230)
- 1299 – Mehthilda iz Hackenborna, nemška cisterijanska redovnica, mistikinja (* 1241)
- 1492 – Nour-od-Din Abd-or-Rahman-e Jami, perzijski učenjak, mistik, pesnik (* 1414)
- 1517 – Abdel Latif, kan Kazanskega kanata (* okoli 1475)
- 1557 – Bona Sforza d'Aragona, kraljica Poljske in velika kneginja Litve (* 1494)
- 1665 – Nicolas Poussin, francoski slikar (* 1594)
- 1798 – Theobald Wolfe Tone, irski domoljub (* 1763)
- 1823 – Friedrich Arnold Brockhaus, nemški založnik (* 1772)
- 1828 – Franz Peter Schubert, avstrijski skladatelj (* 1797)
- 1938 – Lev Izakovič Šestov, ruski filozof (* 1866)
- 1964 – Frančišek Smerdu, slovenski kipar (* 1908)
- 1976 – sir Basil Spence, škotski arhitekt (* 1907)
- 1982 – Erving Goffman, kanadski sociolog (* 1922)
- 1985 – Stepin Fetchit, ameriški komik, filmski igralec (* 1902)
- 2006 – Ernest Aljančič starejši, slovenski hokejist, trener (* 1916)

## Prazniki in obredi
- mednarodni dan moških
- svetovni dan stranišč